# گمینا یاستژنبیا
گمینا یاستژنبیا (به لهستانی:  Gmina Jastrzębia) یک گمینا در لهستان است که در شهرستان رادوم واقع شده‌است. گمینا یاستژنبیا ۸۹٫۵۱ کیلومتر مربع مساحت و ۶٬۴۴۸ نفر جمعیت دارد.